# 六万体町
六万体町（ろくまんたいちょう）は、大阪府大阪市天王寺区にある町名。丁番を持たない単独町名である。

## 地理
天王寺区の西部に位置し、東に上汐、西の南側に夕陽丘町、北側に生玉寺町、南に四天王寺、北に生玉前町と接している。

## 歴史
大坂の陣後の寺院整理によって、当町の谷町筋沿いと夕陽丘町の口縄坂沿いに天王寺寺町（14ヶ寺）という寺町が形成された。1873年（明治6年）に天王寺寺町（14ヶ寺）は東成郡天王寺村へ編入された。
- 1889年（明治22年）4月1日 町村制施行により、東成郡天王寺村大字天王寺となる。
- 1897年（明治30年）4月1日 大阪市へ編入され、南区天王寺大字天王寺となる。
- 1900年（明治33年） 南区天王寺六万体町の町名を起立。
- 1925年（大正14年）4月1日 新設の天王寺区へ転属。「天王寺」の冠称を廃して六万体町に改称。

その後の境界変更により、町域が谷町筋以東のみとなった。

## 寺町
現在、寺町の天王寺寺町14ヶ寺のうち4ヶ寺が当町に含まれている。
天王寺寺町（14ヶ寺）
- 國恩寺（六万体町） - 跡地は東成郡役所・天王寺区役所としても利用され、現在は天王寺合同庁舎となっている。
- 吉祥寺（六万体町）
- 鳳林寺（六万体町）
- 天鷲寺（六万体町）
- 竜徳寺（六万体町）
- 太平寺（夕陽丘町）
- 天瑞寺（夕陽丘町）
- 春陽軒（夕陽丘町）
- 梅旧院（夕陽丘町）
- 珊瑚寺（夕陽丘町）
- 法岩寺（夕陽丘町）
- 洞岩寺（夕陽丘町）
- 昌林寺（夕陽丘町）
- 浄春寺（夕陽丘町）

## 世帯数と人口
2019年（平成31年）3月31日現在の世帯数と人口は以下の通りである。
| 町丁     | 世帯数  | 人口  |
| -------- | ------- | ----- |
| 六万体町 | 316世帯 | 589人 |

### 人口の変遷
国勢調査による人口の推移。
| 1995年（平成7年）  | 415人 | [ 5 ] |  |
| 2000年（平成12年） | 447人 | [ 6 ] |  |
| 2005年（平成17年） | 505人 | [ 7 ] |  |
| 2010年（平成22年） | 469人 | [ 8 ] |  |
| 2015年（平成27年） | 508人 | [ 9 ] |  |

### 世帯数の変遷
国勢調査による世帯数の推移。
| 1995年（平成7年）  | 181世帯 | [ 5 ] |  |
| 2000年（平成12年） | 222世帯 | [ 6 ] |  |
| 2005年（平成17年） | 263世帯 | [ 7 ] |  |
| 2010年（平成22年） | 248世帯 | [ 8 ] |  |
| 2015年（平成27年） | 280世帯 | [ 9 ] |  |

## 事業所
2016年（平成28年）現在の経済センサス調査による事業所数と従業員数は以下の通りである。
| 町丁     | 事業所数 | 従業員数 |
| -------- | -------- | -------- |
| 六万体町 | 66事業所 | 421人    |

## 交通

### 鉄道
- 大阪市高速電気軌道
  - 谷町線 四天王寺前夕陽ヶ丘駅（所在地は夕陽丘町であるが、駅の一部が六万体町に入っている。）

### 道路
- 大阪府道30号大阪和泉泉南線（谷町筋）

## 施設
- 天王寺警察署
- 大阪法務局 天王寺出張所
- 吉祥寺
- 食品館アプロ 夕陽丘店

## その他

### 日本郵便
- 〒543-0074[3]（集配局：天王寺郵便局[11]）